# Hundtjärnen (Leksands socken, Dalarna)
Hundtjärnen är en sjö i Leksands kommun i Dalarna och ingår i Dalälvens huvudavrinningsområde.